# Fenixia curta
Fenixia curta är en stekelart som beskrevs av Aguiar 2005. Fenixia curta ingår i släktet Fenixia och familjen brokparasitsteklar. Inga underarter finns listade i Catalogue of Life.